# Van Wassenaer
Het geslacht Van Wassenaer is  het oudste adellijke geslacht in het graafschap Holland dat nog bloeit en dat voor het eerst vermeld wordt op 3 november 1200.  Sinds 1814 behoren de leden ervan tot de Nederlandse adel van het koninkrijk.

## Geschiedenis
De bewezen stamreeks begint met Filips van Wassenaer, ridder, die vermeld wordt tussen 1200 en 1223. Zijn kleinzoon Arent van Duvenvoirde noemde zich naar zijn in 1258 verworven kasteel en heerlijkheid Duivenvoorde. Pas zijn nazaat Johan van Duvenvoirde (†1645) nam weer de naam Van Wassenaer aan.
Bij diploma van keurvorst Johan Willem van de Palts van 8 oktober 1711 werd Jacob van Wassenaer (1645-1714) verheven tot rijksgraaf (des H.R.Rijksgraaf). Bij besluit van keizer Frans II van 12 december 1792 werd Willem Lodewijk van Wassenaer (1744-1833) verheven tot rijksgraaf.
Vanaf het Souverein Besluit van 28 augustus 1814 werden verschillende leden van het geslacht benoemd in ridderschappen. De tak Wassenaer-Starrenburg verkreeg daarbij de titel van graaf. In 1822 werd voor de laatste telg uit de tak Wassenaer-Obdam, namelijk Maria Cornelia van Wassenaer (1799-1850), de titel van gravin gehomologeerd. In 1822 werd voor de overige leden de titel van baron erkend.

### Naam
De naam is misschien afgeleid van de halve (wassende) maan in het familiewapen, ontleend aan een Arabische banier die een telg van dit geslacht eens op een kruistocht zou hebben buitgemaakt.

### Bezittingen
De landerijen van het geslacht Van Wassenaer omvatten onder meer het dorp Wassenaar, kasteel Twickel en het kasteel Duivenvoorde bij Voorschoten.

## Verschillende takken

### Tak Duvenvoirde

Wapen huis en heerlijkheid Duivenvoorde. Breking door kleurwisseling.

Filips van Wassenaer, genaamd van Duvenvoirde (†1248), in 1226 erfelijk beleend met Duivenvoorde, gehuwd met F(lorentia) van Rijswijk Heer Arentsdochter
- Arend I van Duvenvoirde (†1268), ridder, gehuwd met (Machteld) van Crayenhorst Heer Woutersdochter
  - Floris van Duvenvoirde (†1302), oudste zoon, bewoonde Huis Duivenvoorde, was betrokken bij de moord op Wolfert van Borsselen. Hij was gehuwd met 1. een dochter van Floris van Brederode en dus een kleindochter van Dirk I van Brederode en 2. met Margriet (of Sophia) van der Woude Heer Jacobsdochter van het Huys te Warmont
    - 1ste: Arent II van Duvenvoirde (1303-ca. 1314), gehuwd met Jolente van Noordwijck
      - Arent III van Duvenvoirde (1343-1385), ridder (1343), ambachtsheer van Noordwijkerhout (gekocht in 1367), raad van Willem de Verbeider, baljuw van Rijnland en Woerden (1347-1340), raad van Margaretha II van Henegouwen, lid van Hoeks verbond (1350), zat in ballingschap van 1351 tot 1357, gehuwd met Simone Sophie dochter van Jan Bugge, bewoonde het huis Duivevoorde bij Voorschoten
        - Arent IV (1382-1425), oudste zoon, ambachtsheer van Noordwijkerhout, baljuw van Delfland en Schieland (vanaf 1382), kwam in ongenade met andere Hoekse edelen (1393-1394), meesterridder Willem VI van Holland, ter dagvaart (1408-1412, 1416, 1418), gehuwd met Elburg dochter van Ogier van Cralinge en vrouwe van Starrenburg, bewoonde het huis Duivenvoorde bij Voorschoten
        - Dirk (1382-1426), ridder (1408), tweede zoon, was in ballingschap met andere Hoekse edelen van 1393-1396, baljuw Rijnland (1407-1409, balling in 1426, gehuwd 1. Heilwijf van Wijngaarden († 1398) en 2. met Maria van Zevender, bewoonde huis Duivestein in Voorburg; stichter van de zijtak Duivenstein die in de zestiende eeuw uitstierf
        - bastaardzoon: Klaas
          - Arent VII van Duvenvoirde (Utrecht, 1528-1599) en Theodora van Scherpenzeel
            - Jacob van Duvenvoorde (1574-1623)
            - Johan van Duvenvoorde (1577-1645) Johan III van Duvenvoorde, zich later noemende Johan van (Duvenvoorde of Duivenvoorde) Wassenaer

    - 1ste: Machteld (†1349), abdis van Rijnsburg
    - 2de: Aleise, abdis van Leeuwenhorst (uit 2e huwelijk)

  - Wouter van Duvenvoirde (?-1302), werd samen met zijn broer Floris in mei 1301 in Veere doodgeslagen
- Jan van Duvenvoirde (vermeld 1226-1248) 
  - Filips (1291-1307), ridder (1305), oudste zoon; wordt waarschijnlijk ten onrechte vaak opgevoerd als echtgenoot van Elisabeth van Vianen
    - Jan I van Polanen (ca. 1285–1342), ridder, gehuwd met Catharina van Brederode. Hij is de stamvader van de tak Polanen
    - bastaardzoon: Willem (Snickerieme) van Duvevoorde (1311-1353), ridder (1328), gelegitimeerd in 1328, gehuwd met Heilwich van Vianen, geen wettige kinderen, wel 12 bastaardkinderen

De tak Duvenvoirde is op een gegeven moment de hoofdtak van het geslacht Wassenaer geworden. Toen is men zich ook weer Van Wassenaer gaan noemen.

Van Polanen wapen (Breking door kleurwisseling)

### Tak van Polanen
- Jan I van Polanen (±1285-1342), hij was de zoon van Filips III van Duivenvoorde en een halfbroer van diens buitenechtelijke zoon Willem van Duivenvoorde.
  - Jan II van Polanen (±1324-1378), erfgenaam van Willem van Duivenvoorde
    - Jan III van Polanen (1340-1394)
      - Johanna van Polanen (1392-1445), getrouwd (1404) met Engelbrecht I van Nassau-Siegen, waardoor het rijke Polanen-bezit overging naar het geslacht Nassau

    - Otto van der Leck (±1370-1428), gehuwd (voor 1396) met Sophia van den Bergh (±1370-1412), erfdochter van den Bergh en Bylandt
      - Willem II van den Bergh (1404-1465),

De tak Polanen voerde het Wassenaer-wapen (drie zilveren wassenaars op een rood veld), gebroken door kleurwisseling. Het Polanen-wapen voert drie zwarte wassenaars op zilver.

### Tak Catwijck

#### Geschiedenis
Deze tak ontstond na het huwelijk in 1668 van Jacob van Wassenaer, heer van Voorschoten, van Duivenvoorde en Veur (1649-1707) met Jacoba van Lyere, vrouwe van de beide Katwijken en 't Zandt (1652-1693), dochter van Maria van Reigersberg, vrouwe van de beide Katwijken. Aanvankelijk, gezien het bezit van Duivenvoorde, was dit nog de tak Duivenvoorde totdat die tak uitstierf en het kasteel overging in andere handen. De beide Katwijken (Katwijk aan Zee en Katwijk aan den Rijn) en 't Zandt waren heerlijkheden die in eigendom van deze tak waren. Tot heden voert een lid van het geslacht deze titels, gewoonlijk voert de titelvoerder als naam Van Wassenaer van Catwijck.
Deze (inmiddels oudste) tak leverde bestuurders op gemeentelijk, provinciaal en nationaal vlak.

#### Enkele telgen
Jacob van Wassenaer, heer van Voorschoten, van Duivenvoorde en Veur (1649-1707), dijkgraaf en baljuw, gezant, gedeputeerde ter Staten-Generaal
- Arent van Wassenaer, heer van Duivenvoorde, Voorschoten en Veur, 't Woud, Rosande en Harsselo (1669-1721), drost van de stad en baronie van Breda; trouwde met Anne Margriet Margaretha Bentinck (1683-1763), dochter van Hans Willem Bentinck (1649-1709)
  - Anna Sophia van Wassenaer (1706-1730); trouwde in 1729 met haar volle neef Frederik Hendrik van Wassenaer (1701-1771)
  - Jacoba Maria van Wassenaer, vrouwe van Duivenvoorde, Voorschoten en Veur, Rozendaal en Harsselo (1709-1771); trouwde in 1732 met Frederik Willem Torck, heer van Heerjansdam (en Harsselo) (1691-1761), onder andere raad en rekenmeester van Gelderland, Brabants hoogschout te Maastricht, hoogschout van de Vroenhof (1734-1754), telg uit het geslacht Torck na welk huwelijk Duivenvoorde overgaat naar het geslacht Torck
  - Louisa Isabella Hermanna van Wassenaer (1719-1756); trouwde in 1742 met Frederik Willem van Reede (1717-1747), 4th Earl of Athlone en zoon van Frederik Christiaan van Reede (1668-1719) en Henriette van Nassau-Zuylestein (1688-1759)
- Willem van Wassenaer (1670-1719), luitenant-kolonel, gouverneur van Willemstad
  - Mr. Frederik Hendrik van Wassenaer, heer van de beide Katwijken, 't Zandt, Valkenburg, Rijnsaterwoude, Raephorst en IJzendoorn (1701-1771), dijkgraaf en baljuw, politicus, gedeputeerde ter Staten-Generaal; trouwde in 1737 met Jacoba Josina Isabella van Wijhe, vrouwe van Echteld, Yzendoom en Blankenburg en (na het overlijden van haar oom Willem van Liere in 1735) van de beide Katwijken en 't Zandt (1719-1785)
    - Willem Lodewijk van Wassenaer, heer van de beide Katwijken, 't Zandt en Valkenburg (1738-1787), hoogheemraad van Rijnland, raad in de Admiraliteit van Rotterdam, luitenant-houtvester van Holland en hoofdingeland van Delfland

  - Wilhem van Wassenaer, heer in Schore en Vlake en in Capelle-Biezelinge en Eversdijk, van Echteld (1712-1783), luitenant-admiraal van Holland en Zeeland, hoogheemraad, hoofdingeland; trouwde in 1751 met Johanna Wilda van Wijhe, vrouwe van Echteld (1720-1754)
    - Mr. Willem Frederik Hendrik van Wassenaer, heer van Echteld en Spanbroek en van de beide Katwijken, 't Zandt, Valkenburg en Ameide (1752-1799), gedeputeerde ter Saten-Generaal
      - Otto baron van Wassenaer, heer van de beide Katwijken, 't Zandt en Valkenburg (1795-1858), lid Provinciale Staten en Ridderschap van Gelderland, commandeur Duitsche Orde; trouwde in 1819 met Jacqueline Cornélie barones van Balveren, vrouwe van Weurt en Hoekelom (1792-1858), hieruit de Tak Hoekelom
        - Mr. dr. Willem Frederik Hendrik baron van Wassenaer, heer van Weurt en den Briellaard (1820-1892), lid Provinciale Staten van Gelderland
          - Civile Jacqueline Caroline barones van Wassenaer tot Catwijck (1850-1875); trouwde in 1874 met Philip Jacob baron van Heemstra (1845-1926), burgemeester en lid Provinciale Staten van Gelderland
          - Jan Dirk baron van Wassenaer, heer van Rosande (1851-1914), lid van de Eerste Kamer
            - Adriana Justine Civile barones van Wassenaer, vrouwe van Rosande (1882-1944); trouwde in 1902 met jhr. mr. dr. Herman Adriaan van Karnebeek (1874-1942), minister
            - Anna Cornelia barones van Wassenaer (1883-1959), oprichter en voorzitter van het Algemeen Steunfonds voor Inheemse Behoeftigen; trouwde in 1904 met jhr. mr. Bonifacius Cornelis de Jonge (1875-1958), minister en gouverneur-generaal van Nederlands-Indië

          - Elize Martha barones van Wassenaer Catwijck (1855-1945); trouwde in 1876 met haar zwager Philip Jacob baron van Heemstra (1845-1926)
          - Mr. Otto Jacob Eifelanus baron van Wassenaer, heer van de beide Katwijken en 't Zandt (1856-1939), lid Eerste en Tweede Kamer
            - Godfried Hendrik Leonard baron van Wassenaer, heer van de beide Katwijken en 't Zandt (1894-1954), hoofdingeland van Rijnland
              - Prof. mr. Arent Jacob Otto baron van Wassenaer van Catwijck, heer van de beide Katwijken en 't Zandt (1930-1996), hoogleraar privaatrecht
                - Mr. Arent Godfried Jan baron van Wassenaer, heer van de beide Katwijken en 't Zandt (1956), advocaat en procureur

          - Ernst Willem baron van Wassenaer, heer van Nederhemert (1863-1954), hieruit de Tak Nederhemert

        - Karel Gerrit Willem baron van Wassenaer (1822-1870), lid Provinciale Staten van Gelderland
          - Otto baron van Wassenaer (1850-1911), burgemeester
          - Maria Françoise Arnoudina barones van Wassenaer (1853-1876); trouwde in 1872 met Allard Philip Reinier Carel baron van der Borch van Verwolde, heer van Verwolde (1842-1919), burgemeester

        - Otto baron van Wassenaer, heer van de beide Katwijken, 't Zandt en Valkenburg (1823-1887), burgemeester en lid van de Tweede Kamer
        - Arend Jacob Unico baron van Wassenaer Catwijck (1825-1876), burgemeester
- Jan Gerrit van Wassenaer, heer van Rosenburg(1672-1723), vlootvoogd voor de Admiraliteit van Amsterdam

### Tak Hoekelom

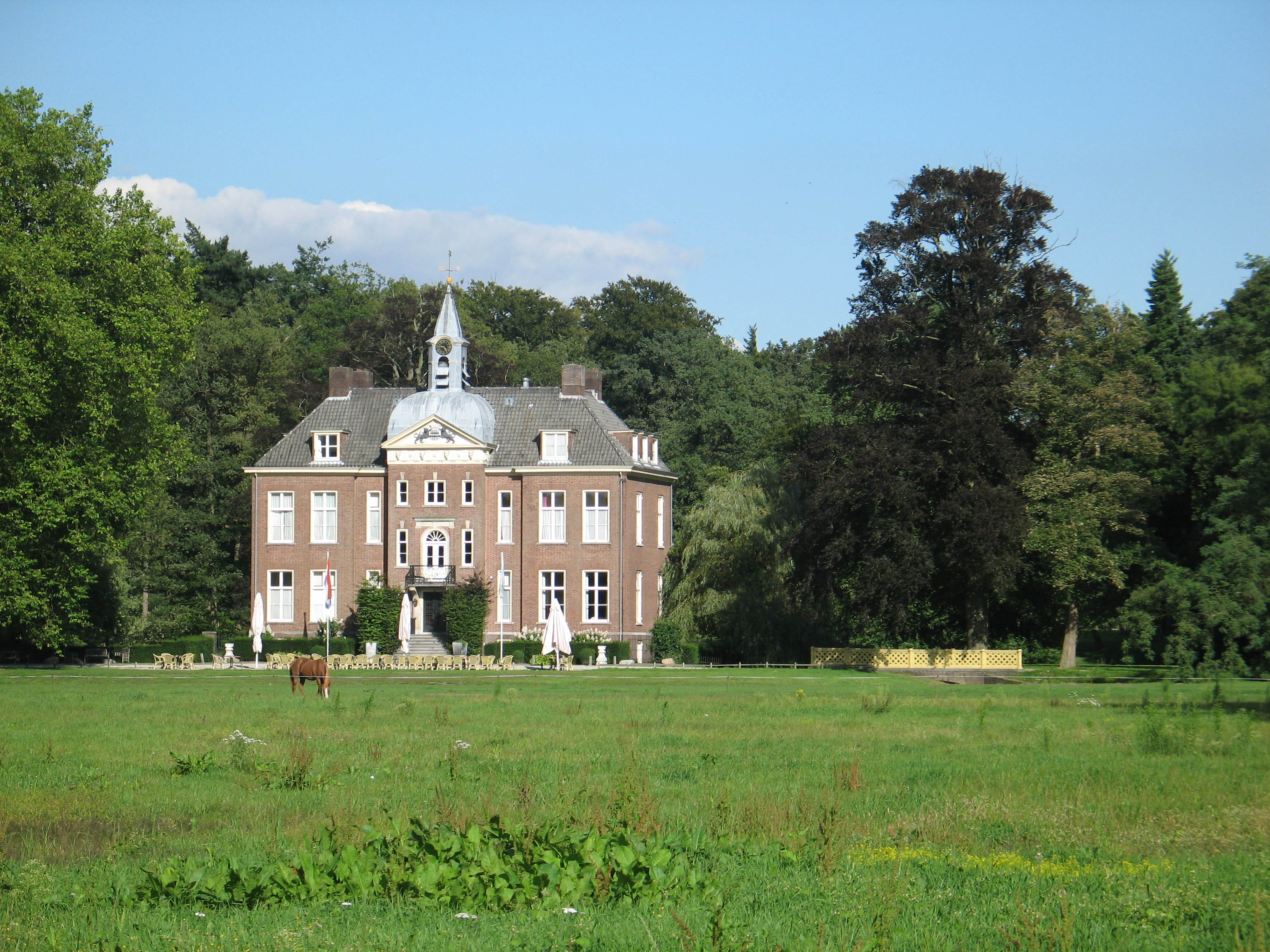
Hoekelum

#### Geschiedenis
Deze tak ontstond na het huwelijk van Otto baron van Wassenaer, heer van de beide Katwijken, 't Zandt en Valkenburg (1795-1858) in 1819 met Jacqueline Cornélie barones van Balveren, vrouwe van Weurt en Hoekelom (1792-1858), verbonden aan het adellijk huis Hoekelum. Deze tak leverde provinciale en gemeentelijke bestuurders.

#### Enkele telgen
Otto baron van Wassenaer, heer van de beide Katwijken, 't Zandt en Valkenburg (1795-1858), lid Provinciale Staten en Ridderschap van Gelderland, commandeur Duitsche Orde; trouwde in 1819 met Jacqueline Cornélie barones van Balveren, vrouwe van Weurt en Hoekelom (1792-1858)
- Walraven Elias Johan baron van Wassenaer, heer van Hoekelom (1827-1905), lid Provinciale Staten van Gelderland
  - Karel Gerrit Willem baron van Wassenaer, heer van Hoekelom (1864-1946), burgemeester

### Tak Nederhemert

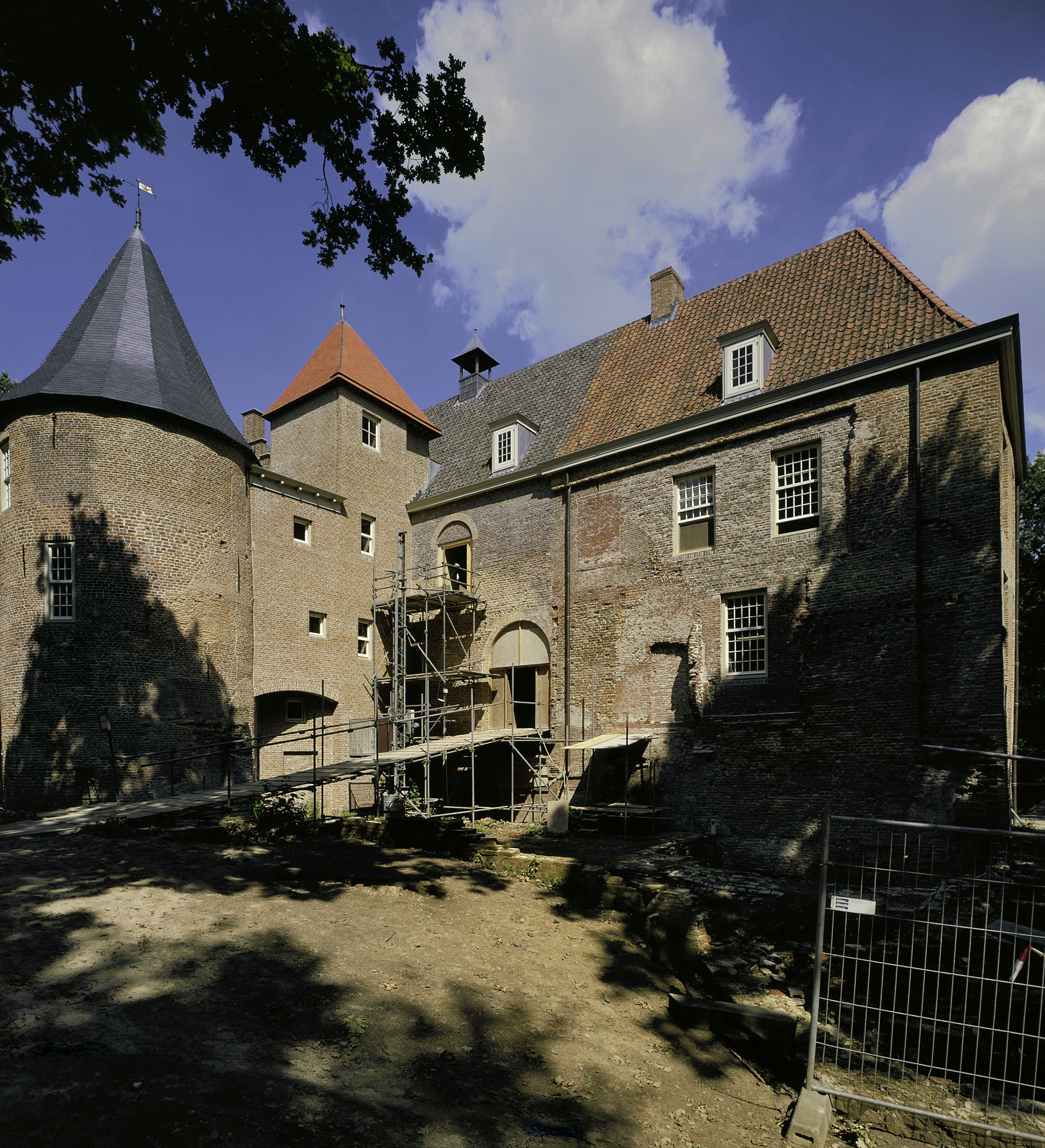
Kasteel Nederhemert

#### Geschiedenis
De tak Nederhemert ontstond na het huwelijk in 1896 van Ernst Willem baron van Wassenaer, heer van Nederhemert (1863-1954) met jkvr. Anne Maurice Adrienne van Kretschmar (1861-1920), vanaf 1910 vrouwe van Nederhemert en lid van de familie Van Kretschmar. De titel verbonden aan de heerlijkheid wordt nog tot nu gevoerd door nakomelingen van dit echtpaar, en het landgoed wordt nog steeds door deze tak beheerd, een tak die een provinciaal bestuurder en (agrarische) ondernemers leverde.

#### Enkele telgen
Ernst Willem baron van Wassenaer, heer van Nederhemert (1863-1954), lid van provinciale staten van Gelderland
- Jacob Constant baron van Wassenaer, heer van Nederhemert (1899-1982)
  - Maurits Ernst Leopold baron van Wassenaer, heer van Nederhemert (1929-2009), ondernemer, eigenaar van proefdierenbedrijven, landbouwer heerlijkheid Nederhemert, grondlegger en eigenaar van de Eista Werf
    - drs. Diederick Lodewijk baron van Wassenaer, heer van Nederhemert (1952), ondernemer, honorair consul van Spanje; trouwde in 1989 met drs. Elisabeth Joseph Maria (Elisabeth) barones van Wassenaer-Mersmans (1955), hofdame
- Christine Gerardine Elisabeth Anna barones van Wassenaer (1900-1987); trouwde in 1932 met Jan Roseboom (1901-1979), bestuurder

### Tak Sint Pancras

#### Geschiedenis
Deze tak dankt haar naam aan de eigendom van de heerlijkheid Sint Pancras sinds 1782; deze heerlijkheid zou tot 1901 in dit geslacht blijven. Vele mannelijke leden traden in militaire dienst, of hadden (daarnaast of daarna) soms nog regionale en nationale bestuurlijke functies. De tak stierf in 1948 uit.

#### Enkele telgen
Jacob Emmery van Wassenaer, heer van Zuid-Waddinxveen (1674-1724), veertigraad, schepen, rekenmeester en burgemeester van Leiden, bewindhebber Oost-Indische Compagnie
- Willem Hendrik van Wassenaer (1722-1769), hoogheemraad van Delfland
  - Frederik Hendrik van Wassenaer, heer van Sint Pancras en de Haer (1757-1782), in de Hollandse Ridderschap
  - Jacob Nanning Arend baron van Wassenaer, heer van Sint Pancras (1760-1834), lid Vergadering van Notabelen en Tweede Kamer
    - Willem Hendrik Jacob baron van Wassenaer, heer van Sint Pancras (1796-1856), luitenant-kolonel
    - Mr. Paulus Hendrik Jacob baron van Wassenaer (1802-1879), gemeenteontvanger, kunstenaar
    - Willem Frederik Pieter Herman baron van Wassenaer van Sint Pancras, heer van Sint Pancras (1809-1882), luitenant-kolonel
      - Jacob Nanning Arend baron van Wassenaer van Sint Pancras, heer van Sint Pancras (1855-1901), kolonel
      - Maria Ariane barones van Wassenaer van Sint Pancras (1860-1948), laatste telg van deze tak

### Tak Starrenburg

#### Geschiedenis

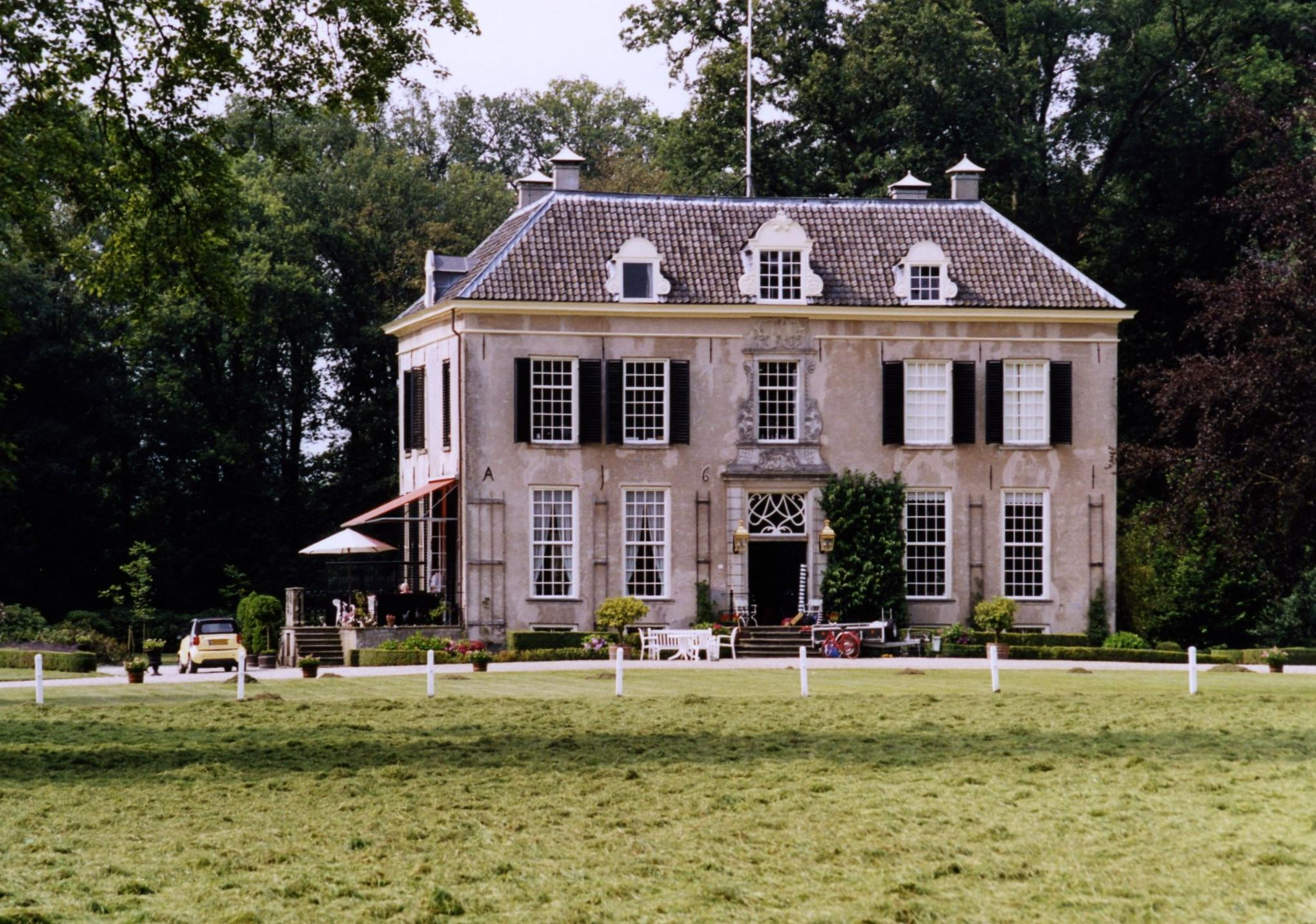
Oolde

Starrenburg was naast Duivenvoorde een van de oudste bezittingen van het geslacht. Het werd aangebracht door het huwelijk van Arent van Duvenvoirde († voor 24 november 1429) in [1401] met Elburg van Cralingen, vrouwe van Starrenburg. Het bleef tot 1930 in dit geslacht, toen met de laatste telg deze tak uitstierf. Deze tak leverde bestuurders en ambassadeurs op tot op het hoogste niveau. In 1792 leidde dit zelfs tot verheffing tot rijksgraaf, in 1815 tot de grafelijke titel in het nieuwe Koninkrijk der Nederlanden. Door huwelijk in 1851 kwam Oolde in deze tak. Het laatste lid van dit geslacht, Henriette Jacqueline Mathilde Worbert gravin van Wassenaer Starrenburg (1853-1930) trouwde zelfs in de hoogste Duitse adel, door haar huwelijk in 1875 met Lotharius Prinz zu Ysenburg und Büdingen (1851-1888), daarna met een lid van het Belgische hertogelijke geslacht D'Ursel. Naast bestuurders leverde deze tak ook militairen en hofdienaren.

#### Enkele telgen
Pieter van Wassenaer, heer van Starrenburg, Ruyven en Spanbroek (1616-1669), gouverneur van Willemstad, hoogheemraad van Delfland
- Willem van Wassenaer, heer van Starrenburg, Ruyven, Maasland en Maassluis (1649-1723), hoogheemraad van Schieland, gezant naar Frankrijk
  - Wilhelm Lodewijk van Wassenaer, heer van Starrenburg, Ruyven, Maasland en Maassluis (1675-1720), hoogheemraad van Delfland, baljuw van ‘s-Gravenhage
    - Pieter van Wassenaer, heer van Starrenburg, Maasland, Maassluis en van Hoogwoud en Aartswoud (1712-1761), baljuw van Brielle
      - Willem Lodewijk graaf van Wassenaer, heer van Starrenburg, Ruyven, Maasland en Maassluis (1744-1833), baljuw van Holland, hoogheemraad en daarna dijkgraaf van Rijnland, gezant naar Rusland en Oostenrijk, lid Eerste Kamer der Staten-Generaal; had een verbintenis met Johanna Margaretha Canette alias Mareuille alias de Vorbert, waaruit:
        - Lodewijk Jan Worbert graaf van Wassenaer Starrenburg, heer van Starrenburg, Ruyven, Maasland en Maassluis (1778-1836), in 1778 door zijn vader erkend, in 1834 bij Koninklijk Besluit gewettigd, luitenant-kolonel
          - Willem Lodewijk Worbert graaf van Wassenaer Starrenburg, heer van Starrenburg, Ruyven, Maasland en Maassluis (1813-1857), ordonnansofficier van koning Willem II; trouwde in 1851 met Maria Catharina Frederika gravin van Rechteren Limpurg, vrouwe van Oolde (1825-1906)
            - Willem Lodewijk Worbert graaf van Wassenaer Starrenburg, heer van Starrenburg, Ruyven, Maasland en Maassluis (1852-1913)
            - Henriette Jacqueline Mathilde Worbert gravin van Wassenaer Starrenburg, vrouwe van Starrenburg, Ruyven, Maasland en Maassluis (1853-1930); laatste telg van deze tak
            - Auguste Caroline Isabelle Worbert gravin van Wassenaer Starrenburg, vrouwe van Oolde (1854-1919)

          - Mattheus Johannes Worbert graaf van Wassenaer Starrenburg, heer van Hoogwoud en Aartswoud (1814-1853), luitenant, ordonnansofficier van koning Willem II

### Tak Obdam

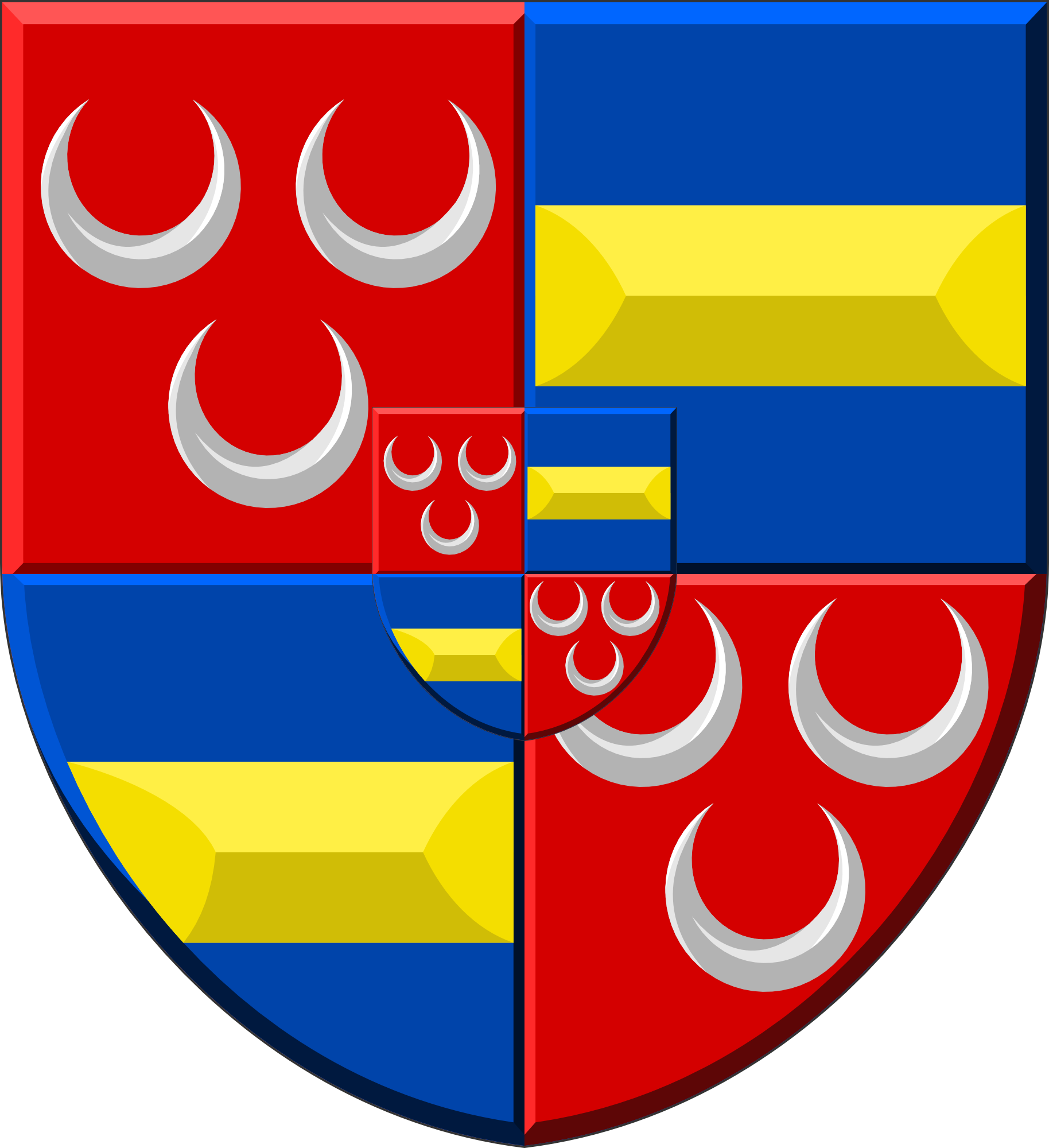
Wapen Van Duvenvoorde / Van Wassenaer Obdam

Jacob van Wassenaer Obdam, heer van Kernhem, Obdam, Hensbroek, Spanbroek, Opmeer, Zuidwijk en van Wassenaar (1610-1665), 17e-eeuwse vlootvoogd
- Jacob des H.R.Rijksgraaf van Wassenaer, heer van Wassenaar, Obdam, Hensbroek, Spierdijk, Wogmeer, Zuidwijk, Kernhem en Schonauwen, (1645-1714), staatsman; trouwde in 1676 met Adriana Sophia van Raesfelt, vrouwe van Lage en Twickel (?-1694), waardoor kasteel Twickel in dit geslacht kwam
  - Johan Hendrik des H.R.Rijksgraaf van Wassenaer Obdam (1683-1745), staatsman
  - Unico Wilhelm des H.R.Rijksgraaf van Wassenaer Obdam, heer van Wassenaar, Lage, Twickel, Obdam, Hensbroek, Spierdijk, Wogmeer, Zuidwijk, Kernhem, Weldam en Obdam (1692-1766), diplomaat en componist
    - Carel George des H.R.Rijksgraaf van Wassenaer Obdam, heer van Wassenaar, Lage, Twickel, Obdam, enz. (1733-1800), staatsman
      - Jacob Unico Wilhelm des H.R.Rijksgraaf van Wassenaer Obdam, heer van Wassenaar, Lage, Twickel, Obdam, Spierdijk, Wogmeer, Hensbroek, Zuidwijk, Kernhem, Weldam en Obdam (1769-1812), grietman van Franekeradeel, gedeputeerde ter Raad van State
        - Maria Cornelia gravin van Wassenaer, vrouwe van Wassenaar, Lage, Twickel, Weldam en Olidam, Obdam, Spierdijk, Hensbroek, Wogmeer, Zuidwijk en Kernhem (1799-1850); trouwde in 1831 met mr. Jacob Derk Carel baron van Heeckeren, heer van Nettelhorst en BorcuIo (1809-1875), lid Eerste Kamer; door dit huwelijk kwamen alle Wassenaarse goederen en onder andere kasteel Twickel in het geslacht Van Heeckeren

### Overige telgen
- Philips IV van Wassenaer (±1359-1428), een 15e-eeuwse Hoeks-gezinde burggraaf van Leiden